# Pentathlon moderno ai I Giochi olimpici giovanili estivi
Le gare di pentathlon moderno ai I Giochi olimpici giovanili estivi sono state disputate a Singapore dal 21 al 23 agosto 2010.

## Podi
| Specialità            | Oro                           | Argento                  | Bronzo                                   |
| Individuale maschile  | Kim Dae-Beom                  | Ilya Shugarov            | Jorge Camacho                            |
| Individuale femminile | Leydi Laura Moya Lopez        | Zsófia Földházi          | Anastasiya Spas                          |
| Misto a squadre       | Anastasiya Spas Ilya Shugarov | Zhu Wenjing Kim Dae-Beom | Gulnaz Gubaydullina Lukas Kontrimavicius |